# Skogeldstjärnen
Skogeldstjärnen är en sjö på Kusön i Gävle kommun i Gästrikland och ingår i Skärjån-Hamrångeåns kustomåde.
Skogeldstjärnen ligger i Axmar-Gåsholma Natura 2000-område.